# Суськ-Старий
Суськ-Старий (пол. Susk Stary) — село в Польщі, у гміні Жекунь Остроленцького повіту Мазовецького воєводства.
Населення — 223 особи (2011).
У 1975-1998 роках село належало до Остроленцького воєводства.

## Демографія
Демографічна структура станом на 31 березня 2011 року:
|          | Загалом | Допрацездатний вік | Працездатний вік | Постпрацездатний вік |
| -------- | ------- | ------------------ | ---------------- | -------------------- |
| Чоловіки | 114     | 29                 | 73               | 12                   |
| Жінки    | 109     | 20                 | 68               | 21                   |
| Разом    | 223     | 49                 | 141              | 33                   |